# Lochmodocerus
Lochmodocerus is een kevergeslacht uit de familie van de boktorren (Cerambycidae). De wetenschappelijke naam van het geslacht werd voor het eerst geldig gepubliceerd in 1984 door Burne.

## Soorten
Lochmodocerus is monotypisch en omvat slechts de volgende soort:
- Lochmodocerus antennatus Burne, 1984